# Niwy (rejon złoczowski)
Niwy (ukr. Ниви) – wieś na Ukrainie w obwodzie lwowskim w rejonie złoczowskim i liczy 28 mieszkańców.
Do 2020 w rejonie buskim. 